# 吉田謙次郎
吉田 謙次郎（よしだ けんじろう、安政2年12月16日（1856年1月23日） - 1928年（昭和3年））は戦前日本のドイツ語教師。金沢藩貢進生、第一高等学校教授、独逸学協会学校附属独逸語専修学校講師。

## 経歴

### 貢進生
安政2年12月16日（1856年1月23日）武蔵国江戸下谷御徒町に加賀藩士吉田淳一郎の子として生まれた。幼名は幸太郎、後に謙之助、謙次郎。
明治3年（1870年）前田肇、桜井房次郎と共に金沢藩貢進生に選ばれ、大学南校に入学し、安東清人、保志虎吉、関澄蔵等とドイツ語を専攻した。

### 東京外国語学校
明治4年（1871年）9月28日外務省洋語学所に転じ、飯盛挺造等と独逸語学教授東条一郎に学んだ。1873年（明治6年）洋語学所は文部省外国語学所に改組し、6月12日独逸語学級長となった。
1874年（明治7年）外国語学所が廃止、東京外国語学校が設立されると、独逸語学下等第一級に配属され、和田垣謙三、木場貞長、河本重次郎、猪子止戈之助等と共にヴィトコウスキーに語学、ハンゼンに歴史・数学を学んだ。
1876年（明治9年）1月12日雇教員、9月5日教諭補となったが、1877年（明治10年）3月独逸部生徒は東京大学医学部に移されたため、3月10日解任され、11月2日大蔵省紙幣局彫刻部訳官となり、ドイツでの明治通宝製作に関与した。1879年（明治11年）11月22日退職し、11月26日東京外国語学校雇教員に復帰した。

### 東京大学
1880年（明治12年）2月17日天野光屋との交換人事で東京大学医学部雇教員となり、四等予科・五等予科でドイツ語を教えた。1882年（明治14年）10月准助教授、1883年（明治15年）7月1日東京大学予備門助教諭。
この頃私塾訓蒙学舎でもドイツ語を教えた。

### 第一高等学校
1887年（明治20年）9月18日大蔵省を離れ、20日第一高等中学校教員、11月第三部（医科）第一級生徒長教員となり、12月20日教諭、1890年（明治23年）頃教授に進んだ。1889年（明治22年）には本郷区丸山新町11番地に住んでいる。
明治20年代には独逸講文会で講義を行ったほか、1896年（明治29年）陸軍中央幼年学校教授を嘱託され、1898年（明治31年）6月勲六等瑞宝章を受章した。
1897年（明治30年）頃第一高等学校独逸文学科主任に就き、また本郷区駒込片町10番地に居住している。
1902年（明治35年）3月31日病気により退職したが、4月1日嘱託講師として残留し、保志虎吉、山川幸雄等老齢の教師と共に英法科でドイツ語を教え、1921年（大正10年）引退した。1912年（明治45年）には代々幡村代々木285番地に居住している。

### 独逸語専修学校
第一高校退職後、独逸学協会学校附属独逸語専修学校講師を務めたが、家庭の不幸もあって困窮し、1921年（大正10年）関連者によって養老資金の募集が行われている。
1927年（昭和2年）9月の独逸語専修学校の広告に講師として載るのが最後の記録となる。

## 家族
- 曽祖父：吉田長淑 - 加賀藩御典医[3]。
- 父：吉田淳一郎[1] - 東京府本郷区丸山新町に住んだ[4]。
- 母：芳[4]
- 妹：敬 - 東京女子師範学校卒、A六番女学校、東洋英和女学校教師[4]。
  - 義弟：井上円了 - 東洋大学開創者[4]。